# Dirk Benedict

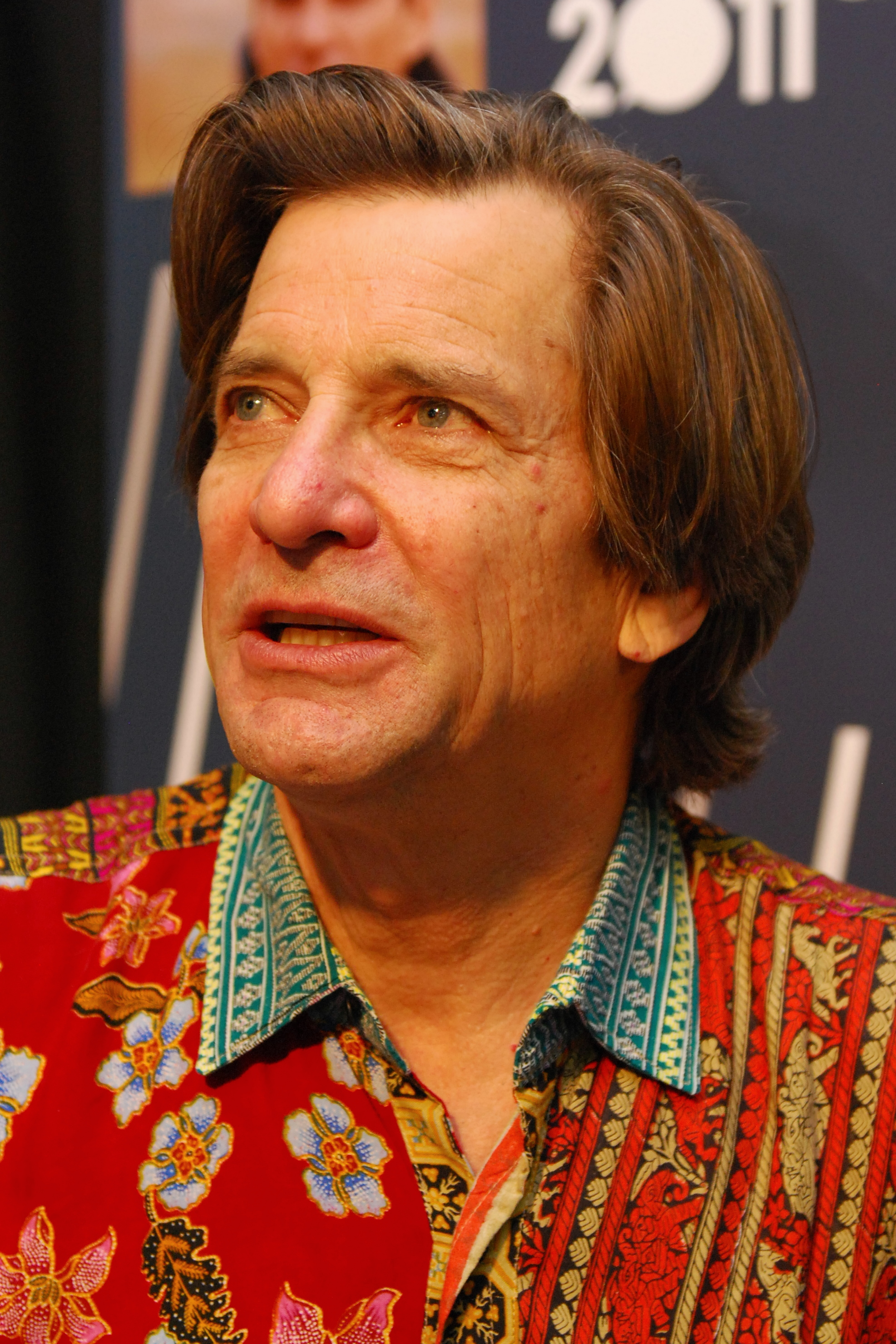
Dirk Benedict (2011)

Dirk Benedict (* 1. März 1945 in Helena, Montana, als Dirk Niewoehner) ist ein US-amerikanischer Schauspieler, Drehbuchautor und Regisseur. Benedict wurde im deutschsprachigen Raum vor allem durch die Fernsehserien Kampfstern Galactica und Das A-Team bekannt.

## Leben
Dirk Benedict wuchs als Sohn der Buchhalterin Mary Priscilla Mella (geborene Metzger; 1917–2019) und des Rechtsanwalts George Edward Niewoehner (1912–1963) im ländlichen White Sulphur Springs in Montana auf. Benedict hat eine jüngere Schwester namens Ramona (* 1948) und hatte einen älteren Bruder namens George Roy Niewoehner (1939–2012).
Nach der Trennung der Eltern drang der als gewalttätig geltende Vater in das Haus der Mutter ein und schlug auf diese ein. Der ältere Bruder Roy stoppte den Vater vor den Augen Benedicts durch einen Schuss in die Brust; Benedict war zu diesem Zeitpunkt 18 Jahre alt.
Im Alter von 26 Jahren lernte Benedict die makrobiotische Ernährung während der Dreharbeiten zu Georgia, Georgia in Schweden kennen. Diese Ernährungsform half ihm nach eigenen Angaben später, als bei ihm 1974 Prostatakrebs diagnostiziert wurde.
Von 1986 bis 1995 war Benedict mit der Schauspielerin Toni Hudson verheiratet, die er während der Dreharbeiten zu der A-Team-Folge Blood, Sweat and Cheers kennengelernt hatte. Aus dieser Ehe stammen die beiden gemeinsamen Söhne George William (* 1988) und Roland Walker (* 1990), die er in Flathead Lake in der Nähe von Bigfork, Montana, aufzog. 1998 erfuhr Benedict, dass er einen weiteren Sohn namens John Talbert (* 1968) hat, der aus einer Jugendbeziehung stammte und bei Pflegeeltern aufwuchs.

## Karriere
Benedict kam am Whitman College in Walla Walla (Washington) das erste Mal mit der Schauspielerei in Berührung. Während seines ersten Semesters sprach er für das Musical Show Boat vor und bekam die Hauptrolle des Gaylord Ravenal. Im selben Jahr trat er der Studentenverbindung „Phi Delta Theta“ (ΦΔΘ) bei. Die folgenden drei Jahre waren von weiteren Musical-Produktionen geprägt. Nach dem Abschluss seines Studiums im Jahr 1967 begann Benedict eine zweijährige Schauspielausbildung unter John Fernald, der die Royal Academy of Dramatic Art in London 15 Jahre geleitet hatte.
Benedict spielte danach Repertoire-Theater in Seattle und in Ann Arbor, wo er unter anderem Edmund in König Lear, den Tarleton in George Bernard Shaws Misalliance, Ensign Pulver in Thomas Heggens Mister Roberts und die Hauptrolle in Neil Simons Komödie The Star-Spangled Girl spielte. Ein Agent schickte ihn zu einem Vorsprechen, das zu einer Nebenrolle in Abelard and Heloise – neben Diana Rigg und Keith Michell – am Broadway führte und später in Los Angeles fortgesetzt wurde. Zwei Wochen nach der letzten Aufführung am Broadway flog Benedict nach Schweden und spielte seine erste Film-Nebenrolle in Georgia, Georgia an der Seite von Diana Sands. Der Film handelt von Kriegsdienstverweigerern und basiert auf dem Buch von Maya Angelou.
Zurück in New York City ersetzte Benedict Keir Dullea in Leonard Gershes Broadway-Aufführung Butterflies Are Free (Schmetterlinge sind frei); hier kam es zur Zusammenarbeit mit Gloria Swanson. Zum Ende seines New Yorker Engagements erhielt Benedict das Angebot, seine Rolle auf Hawaii zu wiederholen – diesmal an der Seite von Barbara Rush. Während seines Hawaii-Aufenthalts trat er auch in einer Gastrolle in der Fernsehserie Hawaii Fünf-Null auf, die den Produzenten des Psychothrillers Sssnake Kobra auffiel; sie besetzten ihn für die Hauptrolle ihres Films. In seiner nächsten Rolle spielte er in Wahnsinn – W einen psychotischen, seine Ehefrau verprügelnden Ehemann an der Seite von Twiggy, die mit diesem Film ihr US-amerikanischen Filmdebüt feierte.
In der Fernsehserie Chopper One spielte er eine der Hauptrollen, seinen Durchbruch hatte er aber erst 1978 als Lieutenant Starbuck in der Originalversion der Science-Fiction-Serie Kampfstern Galactica. Vier Jahre später übernahm er die Rolle des Lieutenant Templeton „Face“ Peck in der Action-Fernsehserie Das A-Team. Ursprünglich sollte die Figur von dem Schauspieler Tim Dunigan gespielt werden, aber nach dem Pilotfilm entschieden sich die Produzenten schließlich für Benedict.
Nach dem Ende der Serie kehrte er 1987 zum Theater zurück und bekam die Titelrolle in Shakespeares Hamlet am Abbey Theatre. Sowohl das Stück als auch Benedicts Leistung wurden von den Kritikern verrissen. Im Jahr 2000 schrieb er sein erstes Drehbuch, Cahoots, bei dessen Verfilmung er später auch die Regie führte. Cahoots wurde auf dem Victoria Film Festival in Vancouver gezeigt. 2006 konnte Peter Thorwarth ihn für die Rolle des Douglas Burnett im deutschen Film Goldene Zeiten gewinnen, der im Kino allerdings nur mäßig erfolgreich war. In dem Film spielt Benedict einen Hochstapler, der sich als Filmstar ausgibt.
Vom 3. bis 28. Januar 2007 nahm Benedict an der fünften Staffel der Prominenten-Version von Big Brother in England teil. Sein Einzug in das „Big Brother-Haus“ wurde von der Titelmelodie der Fernsehserie Das A-Team begleitet und erfolgte in einem Nachbau des aus der Serie bekannten schwarzen Van. Nach insgesamt 26 Tagen endete die kontroverse Staffel und Benedict belegte den dritten Platz.

## Filmografie

### Film
- 1972: Georgia, Georgia
- 1973: Sssnake Kobra (SSSSSSS)
- 1974: Wahnsinn – ‚W‘ (W)
- 1975: Journey from Darkness
- 1978: Cruise Into Terror
- 1978: Pilotfilm: Kampfstern Galactica
- 1979: Scavenger Hunt
- 1979: Mission Galactica – Angriff der Zylonen (Mission Galactica: Cylon Attac)
- 1980: Die Maulwürfe von Beverly Hills (Underground Aces)
- 1980: The Georgia Peaches
- 1981: Ruckus
- 1981: Scruples
- 1982: Family in Blue
- 1987: Verschwitzte Körper (Body Slam)
- 1989: Ananas und blaue Bohnen (Trenchcoat in Paradise)
- 1991: Blue Tornado – Männer wie Stahl (Blue Tornado)
- 1991: Die Juwelenjagd (Bejewelled)
- 1993: Shadow Force
- 1994: Demon Keeper
- 1994: Die Todesliste (The Feminine Touch)
- 1994: Mission – Alien (Official Denial)
- 1996: Alaska – Die Spur des Polarbären
- 1996: Entführung nach Schulschluß (Abduction of Innocence)
- 1997: Steel Stomachs
- 1998: Waking Up Horton
- 2006: Goldene Zeiten
- 2006: Wenn der Mond auf die Erde stürzt (Earthstorm)
- 2007: Recon 7 Down
- 2010: Das A-Team – Der Film (The A-Team) (Cameo)

### Fernsehserien
- 1972: Hawaii Fünf-Null (Hawaii Five-0, Folge 5x07)
- 1974: Chopper 1 – bitte melden (Chopper One, Fernsehserie, 13 Folgen)
- 1977: Drei Engel für Charlie (Charlie’s Angels, Folge: Tödliche Massage)
- 1978: Drei Engel für Charlie (Charlie’s Angels, Folge: Der Dieb, der Mörder und die Juwelen)
- 1978–1979: Kampfstern Galactica (Battlestar Galactica, 21 Folgen)
- 1980, 1983: Love Boat (Folgen 4x11, 6x25)
- 1983–1987: Das A-Team (The A-Team, 96 Folgen)
- 1985: Unglaubliche Geschichten (Amazing Stories, Folge 1x10)
- 1987: Hotel (Folge 5x10)
- 1989, 1995: Mord ist ihr Hobby (Murder, She Wrote, Folgen 5x12, 12x10)
- 1989: Alfred Hitchcock zeigt (Alfred Hitchcock Presents, Folge 4x13)
- 1992: Baywatch – Die Rettungsschwimmer von Malibu (Baywatch, Folge 3x04)
- 1993: Der Polizeichef (The Commish, Folge 3x09)
- 1995: Walker, Texas Ranger (Folge 3x21)

### Regie
- 1994: Christina’s Dream
- 2000: Cahoots (Drehbuch und Regie)

### Ludografie
- 1997: Zork: Grand Inquisitor